# わ
わ、ワは、日本語の音節のひとつであり、仮名のひとつである。1モーラを形成する。五十音図において第10行第1段（わ行あ段）に位置する。

## 概要

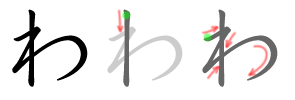
「わ」の筆順

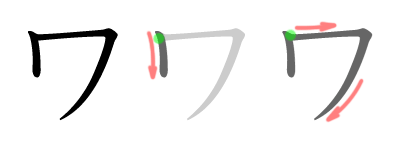
「ワ」の筆順

- 現代標準語の音韻: 1子音と1母音からなる音 /wa/。母音う/u/の口に構えから行われる半母音/w/とあからなる音。
- 音声学上の実際の発音: 国際音声記号では[β̞a]と表記される音である。頭子音は母音の「う」（非円唇後舌狭母音[ɯ]）より少し唇を突き出して両唇を接近させる両唇接近音[β̞]の構えから[a]にわたるときに短く発音する両唇半母音である。
- 五十音順: 第44位。
- いろは順: 第13位。「を」の次、「か」の前。
- 平仮名「わ」の字形: 「和」の草体
- 片仮名「ワ」の字形: 「和」の旁の草体、一説に、輪の形（○）から。
- ローマ字: wa
- 点字:
- 通話表: 「わらびのワ」
- モールス信号: －・－
- 手旗信号：2→9

- 発音: わ[ヘルプ/ファイル]

## 用法
- 「く」、「ぐ」に後続して、合拗音を構成する。このとき、一般に「わ」は「ゎ」のように小さく書く。現代標準語の音韻はそれぞれ「か」、「が」と変わらず (/ka/、/ga/)、現代仮名遣いでは「か」、「が」と書かれる。なお、/kwa/、/gwa/の音を書き表したいときには「クァ」、「グァ」と書くことがある。現在でも、シークヮーサーだけは一般にこの文字を使用する。
  - 火事 → くゎじ（かじ）
  - 喧嘩 → けんくゎ（けんか）
  - 関西学院大学 → くゎんせいがくいんだいがく（かんせいがくいんだいがく） ※なおアルファベット表記でも、"Kwansei" となっている。
- 富山県の一部の方言では「わ」を va に近く発音する。
- 北東北の一部の方言では「私」を「わ」と言う。沖縄語でも「わー（我ー）」と言い、いずれも古語の用法（我（わ））。
- 一部の外来語で、発音が同じ/wa/であってもワの代わりにウァと書く場合がある。一般には使われないが、ラテン語のvaを古典式発音で音写する際に用いられる（例：ウァレンティヌス、ミネルウァ）。

## わ に関わる諸事項
- 「わ!」は、小島あきらの漫画である。
- 「わ」は、日本のレンタカーやカーシェアリングで用いられる自動車のナンバープレートに記載されるかな文字[1]（ただし長崎・鹿児島の離島事務所で払い出されている登録車は「れ」。分類番号2桁時代は北海道も「れ」だった）。
- 漢字の部首である「冖」（わかんむり）は、片仮名の「ワ」の字形に因んで名付けられた。
- 民事事件記録符号では、通常訴訟事件には（ワ）を用いる[2]。「東京地裁　平成9年（ワ）第3024号　芸名使用差止請求事件」のように表記される。
- 和歌山県旗は片仮名の「ワ」を図案化したもの[3]。